# Pavetta membranifolia
Pavetta membranifolia är en måreväxtart som beskrevs av Kurt Krause. Pavetta membranifolia ingår i släktet Pavetta och familjen måreväxter. Inga underarter finns listade i Catalogue of Life.